# Instituto Histórico, Geográfico e Genealógico de Itapetininga
O Instituto Histórico, Geográfico e Genealógico de Itapetininga (mais conhecido pelo acrónimo IHGGI) é uma associação civil de caráter científico e cultural sem fins lucrativos fundada em 22 de junho de 2005 com sede no município de Itapetininga. Tem por finalidade promover a pesquisa e a disseminação de dados e informações históricas, geográficas e genealógicas para a formação e a consolidação da memória da sociedade itapetiningana, bem como atuar diretamente na elaboração de pareceres técnicos que visem a promoção cultural e a preservação do patrimônio histórico de Itapetininga e região. Seu funcionamento e operação regem-se mediante Estatuto e Regimento Interno próprios.

## Membros associados
Atualmente, o IHGGI é composto por 51 membros plenos, além de pesquisadores, correspondentes e membros honorários. Para além dos residentes em Itapetininga, há também membros que reúnem-se remotamente com os demais e que residem nas cidades de Barueri, Tatuí, São Miguel Arcanjo, Sorocaba e Santana de Parnaíba.